# Piz Platta
De Piz Platta is een 3.392 meter hoge berg in de Zwitserse Alpen, meer bepaald in de Plattagroep (of Oberhalbsteiner Alpen) van de Rätische Alpen. De berg vormt het hoogste punt van de gelijknamige groep.
De Piz Platta ligt op de grens van het dal van Avers in het zuidwesten en het Surses-dal in het noordoosten. 